# Козій Артем Євгенович
Арте́м Євге́нович (Євгенійович) Козі́й (2001—2020) — матрос Збройних сил України, учасник російсько-української війни.

## З життєпису
Народився 2001 року в місті Южноукраїнськ (Миколаївська область). 2020-го закінчив Миколаївський будівельний коледж.
10 червня 2020 року вступив на військову службу за контрактом. В липні вирушив на фронт у першу ротацію. Матрос, військовослужбовець 1-го окремого батальйону.
21 липня 2020 року помер в передвечірню пору від чисельних уламкових поранень у мобільному шпиталі міста Маріуполь, яких зазнав під час обстрілу з АГС поблизу села Павлопіль. Лікарі понад 7 годин боролися за життя морпіха — але зусилля були марні.
Похований в Южноукраїнську. Без Артема лишились батьки і сестра.

## Нагороди та вшанування
- Указом Президента України № 480/2020 від 3 листопада 2020 року за «мужність, виявлену під час бойових дій, зразкове виконання військового обов'язку та високий професіоналізм» нагороджений орденом «За мужність» III ступеня (посмертно)[1]